# Ур-Нингирсу
Ур-Нингирсу — правитель (энси) шумерского государства Лагаш, правил приблизительно в 2122 — 2117 годах до н. э., из II династии Лагаша.

## Биография
Он, по-видимому, был сыном Гудеа не от первой жены Нингалы, дочери Ур-Бабы, а от второй — Гимшулпаэ, — поэтому он не признавался, вероятно, как законный наследник. Гудеа женился на Гимшулпаэ приблизительно в 2135 г. до н. э., соответственно Ур-Нингирсу родился ок. 2140 г. до н. э., значит в год смерти отца ему было, по-видимому, 17—18 лет, что вполне соответствует образу статуи энси Ур-Нингирсу, где он изображён юношей.
Он не сумел сохранить политическое положение достигнутое его отцом и могущество Лагаша в его правление уменьшилось. В последний год правления Ур-Нингирсу произошли какие-то бурные политические события, приведшие к свержению с престола энси и отстранению целой группы знатных лиц от политической власти. В этом перевороте, кроме Какуга свергшего Ур-Нингирсу, довольно значительную роль играл и жрец богини Нанше из священного города Сирарана.
Правил Ур-Нингирсу около 5 лет.

## В искусстве
В коллекции Эрмитажа хранится мраморная табличка Ур-Нингирсу.
Части единственной целиком сохранившейся статуи Ур-Нингирсу принадлежат Лувру (тело) и Метрополитен-Музею (голова). Статуя выставляется поочерёдно в этих двух музеях (2019—2023 год — в Лувре).

## Список датировочных формул Ур-Нин-Нгирсу
|   | |
| 1 | Год, когда Ур-Нингирсу [стал] энси AnOr 30 p. 9 1 mu ur-dnin-gír-su énsi |
| 2 | Год после года, когда Ур-Нингирсу [стал] энси AnOr 30 p. 9 2 mu ur-dnin-gír-su énsi mu ús-a-bi |
| a | Год, в который жрец Шити-абба был выбран с помощью гадания AnOr 30 p. 9 3 mu šití-ab-ba maš-e pàd-da |
| b | Год, в который верховный жрец Бабы был выбран с помощью гадания AnOr 30 p. 10 3 4 mu lú-mah-dba-ba6 maš-e pàd-da |
| c | a Год, в который высшая жрица Ишкура была выбрана посредством гадания AOAT xxv 81 10 mu nin-dingir-diškur maš-e ba-pàd-da b Год, в который высшая жрица Ишкура была выбрана посредством гадания в Эарар («Доме мельницы») BM 16216 mu nin-dingir-diškur máš-e ì-pàd šà é-àr-àr |
| d | Год, когда трон Нингирсу (был установлен) AnOr 30 p. 8 13; RTC 243 mu gu-za-lá dnin-gír-su |
| e | Год, в который был уничтожен Урук NFT II 184 mu unugki ba-hul-a |

| II династия Лагаша    |                                                              |                 |
| Предшественник: Гудеа | правитель Лагаша ок. 2122—2117 до н. э. (правил около 5 лет) | Преемник: Какуг |